# Siedlce
Siedlce is een stad in het Poolse woiwodschap Mazovië. Het is een stadsdistrict. De oppervlakte bedraagt 31,87 km², het inwonertal 77.092 (2005).

## Verkeer en vervoer
- Station Siedlce
- Station Siedlce Wschodnie
- Station Siedlce Zachodnie

## Geboren
- Lidia Chojecka (1977), hardloopster

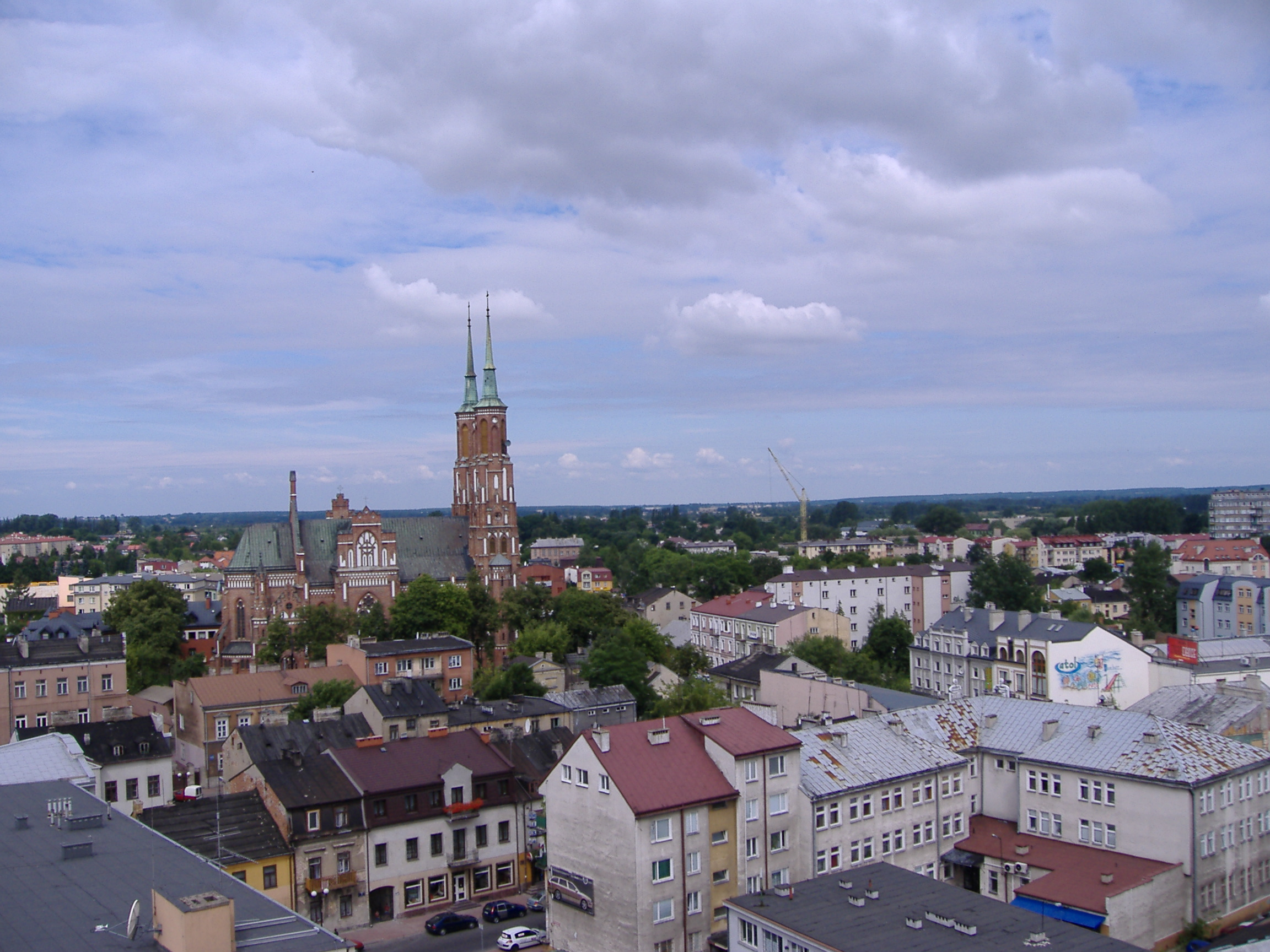
Panorama

- Artur Boruc (1980), voetballer

Stadsdistricten:
Ostrołęka · Płock · Radom · Siedlce · Warschau (Warszawa)

Districten:
Białobrzegi · Ciechanów · Garwolin · Gostynin · Grodzisk Mazowiecki · Grójec · Kozienice · Legionowo · Lipsko · Łosice · Maków Mazowiecki · Mińsk Mazowiecki · Mława · Nowy Dwór Mazowiecki · Ostrołęka · Ostrów Mazowiecka · Otwock · Piaseczno · Płock · Płońsk · Pruszków · Przasnysz · Przysucha · Pułtusk · Radom · Siedlce · Sierpc · Sochaczew · Sokołów Podlaski · Szydłowiec · Warschau-West · Węgrów · Wołomin · Wyszków · Zwoleń · Żuromin · Żyrardów